# Casalvolone
Casalvolone – miejscowość i gmina we Włoszech, w regionie Piemont, w prowincji Novara.
Według danych na rok 2004 gminę zamieszkiwało 812 osób, 47,8 os./km².